# Atletismo nos Jogos Pan-Americanos de 1979 - Salto triplo masculino
A prova do salto triplo masculino nos Jogos Pan-Americanos de 1979 foi realizada em San Juan, Porto Rico.

## Medalhistas
| Ouro                               | Prata                           | Bronze                         |
| João Carlos de Oliveira BRA Brasil | Willie Banks USA Estados Unidos | James Butts USA Estados Unidos |

## Resultados
| Posição           | Nome                    | Nacionalidade            | Marca | Notas |
| ----------------- | ----------------------- | ------------------------ | ----- | ----- |
| Medalha de ouro   | João Carlos de Oliveira | BRA Brasil               | 17.27 |       |
| Medalha de prata  | Willie Banks            | USA Estados Unidos       | 16.88 |       |
| Medalha de bronze | James Butts             | USA Estados Unidos       | 16.69 |       |
| 4                 | Alejandro Herrera       | CUB Cuba                 | 16.46 |       |
| 5                 | Carmelo Martínez        | CUB Cuba                 | 16.28 |       |
| 6                 | Francisco de Oliveira   | BRA Brasil               | 15.93 |       |
| 7                 | Wilfredo Almonte        | DOM República Dominicana | 15.69 |       |
| 8                 | Ernesto Torres          | PUR Porto Rico           | 15.06 |       |